# Laura Carmichael
Laura Elizabeth Carmichael  (Southampton, 16 juli 1986) is een Brits actrice.

## Carrière
Carmichael doorliep de Bristol Old Vic Theatre School en is vooral bekend van de dramaserie Downton Abbey (2010-2015) en de erop volgende films Downton Abbey (2019) en Downton Abbey: A New Era (2022) waarin ze de rol van Edith Crawley (later Pelham) speelt, de middelste dochter van Lord en Lady Grantham. Ze speelde ook in de film Tinker Tailor Soldier Spy (2011). In oktober 2012 debuteerde ze in het toneelstuk Oom Wanja van Anton Tsjechov op West End. In 2014 speelde ze de rol van Henrietta in de film Madame Bovary naar een roman van Gustave Flaubert. Ze was te zien in het in 2016 verschenen seizoen van Marcella.

## Persoonlijk
Carmichael heeft sinds 2016 een relatie met collega-acteur Michael C. Fox. Ze hebben samen een zoon (maart 2021).